# Strašín
Strašín (německy Straschin, zastarale a lidově Strašeň) je obec v okrese Klatovy v Plzeňském kraji. Žije zde 311 obyvatel.

## Historie
První písemná zmínka o obci pochází z roku 1254.

## Obyvatelstvo
| Rok            | 1869  | 1880  | 1890  | 1900  | 1910  | 1921  | 1930  | 1950 | 1961 | 1970 | 1980 | 1991 | 2001 | 2011 | 2021 |
| -------------- | ----- | ----- | ----- | ----- | ----- | ----- | ----- | ---- | ---- | ---- | ---- | ---- | ---- | ---- | ---- |
| Počet obyvatel | 1 202 | 1 231 | 1 380 | 1 406 | 1 482 | 1 352 | 1 225 | 774  | 749  | 628  | 475  | 406  | 362  | 331  | 306  |
| Počet domů     | 141   | 151   | 156   | 184   | 193   | 198   | 222   | 236  | 207  | 200  | 173  | 217  | 225  | 223  | 225  |

## Obecní správa

### Části obce
- Strašín
- Maleč
- Nahořánky
- Věštín
- Zuklín

V roce 1869 k obci patřilo Pohorsko.
Základní sídelní jednotky
- Lazny
- Obnoží
- Podzuklín

### Obecní symboly
Znak a vlajka byly obci uděleny rozhodnutím předsedy Poslanecké sněmovny Parlamentu České republiky dne 27. května 2004.

## Pamětihodnosti
Ve vsi se nachází pět kulturních památek:
- Kostel Narození Panny Marie
- Boží muka
- Kašna na návsi
- Fara
- Strašín čp. 29

Další památky:
- Kaple svaté Barbory
- V areálu kostela Narození Panny Marie byl stavebně-historickým průzkumem rozeznán středověký hrad.[9]
- Na vrcholu bezejmenné kóty (711 m n. m.) jižně od ZSJ Lazny se nachází zbytky malého nedostavěného hradu.[10]

Při jižním okraji obce leží přírodní památka Mrazové srázy u Lazen, severozápadně od obce se nachází přírodní památka Strašínská jeskyně a severovýchodně přírodní rezervace Na Volešku.

### Strašínská madona
Madoně Strašínské byla zasvěcena 38. kaple Svaté cesty z Prahy do Staré Boleslavi, která byla založena v letech 1674 – 1690.

## Osobnosti
- Karel Raška (1909–1987), epidemiolog